# Most Rande
Most Rande (galicijski: Ponte de Rande, španjolski: Puente de Rande) je most s kosim kablovima udaljen 9 kilometara od grada Vigo i 18 kilometara od grada Pontevedra, u pokrajini Pontevedra, Španjolska. Prostire se preko zaljeva Vigo preko tjesnaca Rande, povezujući općine Redondela i Moaña.
Projektirali su ga talijanski inženjer Fabrizio de Miranda,  Španjolac Florencio del Pozo (koji je također bio zadužen za njegove temelje).  Most je izgrađen 1978., a otvoren 1981., nešto više od godinu dana prije početka Svjetskog prvenstva u nogometu 1982. godine. Dio je autoceste AP-9. Bio je isključivo naplatni most do 2006. godine, kada je postao dio naplatne dionice autoceste.
Dug je 1.604 metra, njegovi stupovi su visoki 148 metara, a glavni raspon mu je 401 metar. Iako to nije bio najveći raspon (s užadima) na svijetu kada je otvoren, bio je najduži raspon s više od dvije trake.
Trenutno prevozi oko 50.000 vozila dnevno. Vjeruje se da će u bliskoj budućnosti biti problema sa zagušenjem, pa je alternativa širenja već proučena i projektirana.[4] Od puštanja u promet 1981. njime je prošlo više od 230 milijuna vozila. Izgradnja je koštala 3,658 milijuna pezeta u to vrijeme. (oko 11.8 u 2024 preračunato za inflaciju!)
U veljači 2015. započeli su radovi na proširenju, procijenjeni na 107,9 milijuna eura.